# 格魯克峰
71°42′S 72°41′W / 71.700°S 72.683°W
格魯克峰（英語：Gluck Peak）是南極洲的山峰，位於亞歷山大一世島，處於博羅丁山西南面12公里、阿利亞比耶夫冰川以北，海拔高度335米，該山峰根據美國探險隊拍攝的空中照片繪入地圖。